# Triptis
Triptis – miasto w Niemczech, w kraju związkowym Turyngia, w powiecie Saale-Orla, siedziba wspólnoty administracyjnej Triptis. W 2009 liczyło 3 756 mieszkańców.
1 stycznia 2012 do miasta przyłączono gminę Pillingsdorf, która stała się zarazem jego dzielnicą.

## Współpraca
Miejscowości partnerskie:
- Blovice, Czechy
- Quessy, Francja
- Zell (Mosel), Nadrenia-Palatynat